# Renault Sherpa 5

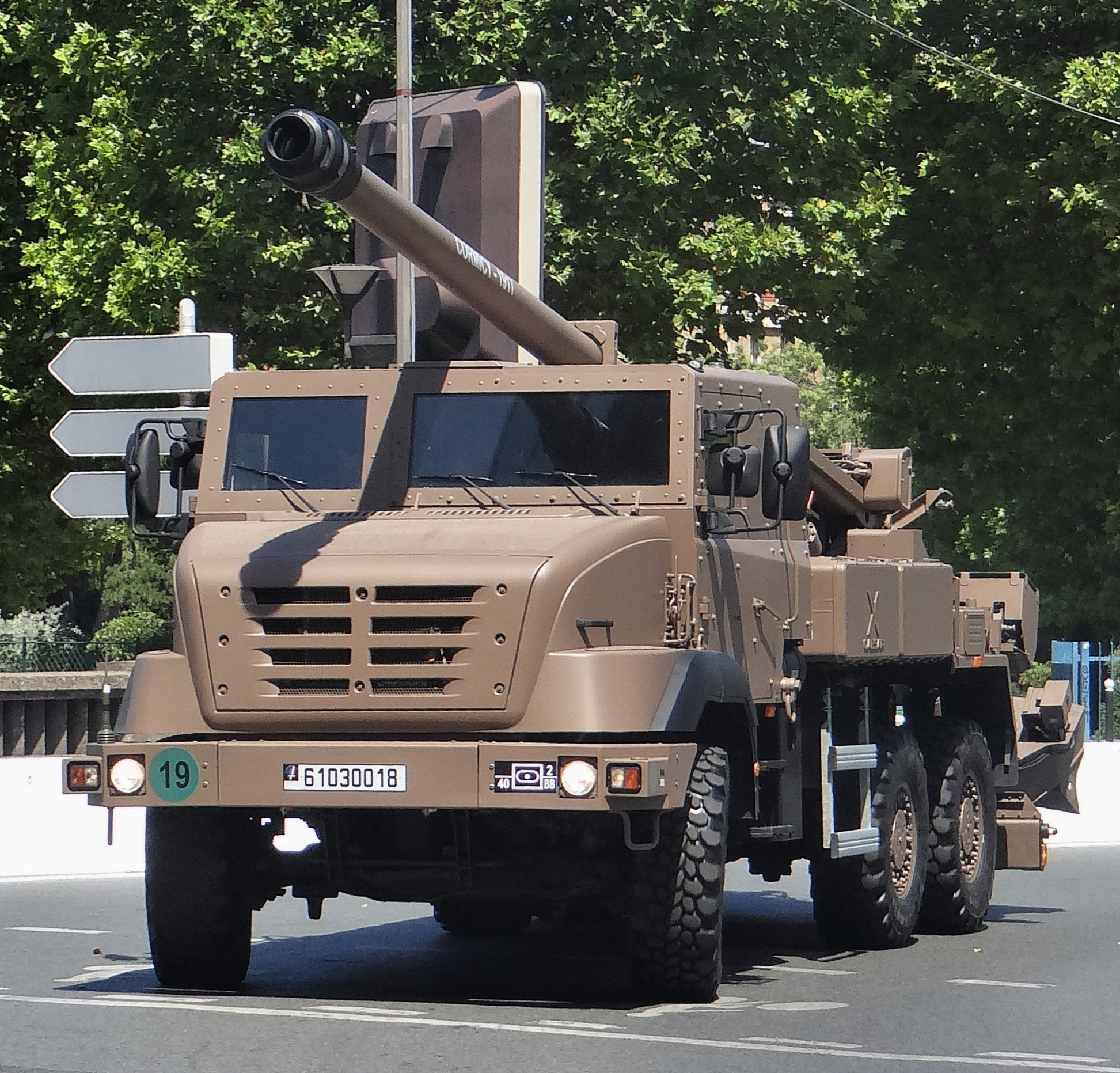
Sherpa 5 als basis voor de 155mm houwitser

De Renault Sherpa is een zware vrachtwagen voor militair gebruik. Het is de opvolger van de succesvolle Renault GBC 180. De vrachtwagen is sinds het begin van de 21e eeuw in productie en in gebruik bij het Franse leger. 

## Geschiedenis
De Sherpa 5 is een tactische militaire vrachtwagen. Het is een doorontwikkeling van de Renault GBC 180, die op zijn beurt weer een verbeterde versie was van de Berliet GBC 8KT. De Sherpa 5 is het basismodel van waaruit een hele serie militaire vrachtwagens is ontwikkeld met 4×4, 6×6 en 8×8 configuraties en met verschillende laadvermogens.

## Beschrijving
De vrachtwagen heeft een standaard opbouw. Voor in de motor, gevolgd door de bestuurderscabine en een laadruimte. De vrachtwagen is leverbaar met een korte of verlengde cabine die plaats biedt voor 2 of 5 passagiers. Een gepantserde cabine behoort ook tot de mogelijkheden.
De Renault Sherpa 5 is bedoeld voor gebruik door de eenheden in gevechtszones en voor de logistiek. De standaard laadbak wordt gebruikt om soldaten, voorraden of containers binnen de gevechtszones te vervoeren. Het voertuig heeft een laadvermogen van 7 tot 12 ton of er kunnen 24 volledig uitgeruste soldaten worden meegenomen.
De Sherpa 5 heeft standaard een Renault zescilinder turbodieselmotor met een vermogen van 240 pk. Het bereik is zo'n 850 kilometer. Op de weg zijn vier van de zes wielen aangedreven en in terrein alle zes. De bandenspanning kan relatief eenvoudig worden aangepast aan de terreinomstandigheden en zijn aangesloten op een centraal bandenpompsysteem. De Sherpa 5 kan worden vervoerd in het ruim van een C-130 Hercules militair transportvliegtuig. 

## Versies
Naast de normale vrachtwagen is er ook een tankwagen. De Sherpa 5 is ook in gebruik als platform voor de Franse CAESAr. Hiervoor is een houwitser met een kaliber van 155mm op de vrachtwagen gemonteerd. Het chassis is versterkt om de terugslag te weerstaan.
Renault heeft naast deze versie ook een 4×4 versie ontwikkeld, deze kan 6,7 ton aan lading meenemen of 18 soldaten. Verder zijn er de Sherpa 10 (6×6) met een laadvermogen van 10 ton, de Sherpa 15 (6×6) met een capaciteit van 16 ton en tot slot de Sherpa 20 (8×8) die 20 ton kan meenemen.
De Higuard is een gepantserde voertuig op een Sherpa 5 chassis. Het kwam in 2008 op de markt en heeft een cabine in een staande V-vorm waarmee de kracht van een exploderende landmijn wordt afgevoerd. Er is intern ruimte voor een bestuurder en bijrijder en 10 soldaten. Door het extra gewicht van het pantser weegt deze versie 20 ton en heeft mede hierom een sterkere dieselmotor van 340 pk. 